# シュヴェリーン県
シュヴェリーン県（Bezirk Schwerin）は、ドイツ民主共和国（東ドイツ）を構成した14の県の一つ。県都はシュヴェリーン。

## 地理
東ドイツの北西部に位置する県である。ロストック県、ノイブランデンブルク県、ポツダム県、マクデブルク県と接していた。西部は西ドイツ（当時）との国境であった。

## 歴史
1952年、東ドイツではそれまでの州が廃止され、事実上の共産党一党独裁下で計画経済が推進されていった。そのため、東ベルリンを除く全土を14の県に分割して統治が行われた。そのうちの一つが、それまでのメクレンブルク州に属していた地域の一部からなるシュヴェリーン県であった。1990年の東西ドイツ統一にともなってシュヴェリーン県は解体され、ドイツ連邦共和国（旧西ドイツ）の政治体制に沿うように再編された。こうして、かつてのシュヴェリーン県はその多くがメクレンブルク＝フォアポンメルン州に加えられ、一部はブランデンブルク州に加わった。また、1992年から1993年にかけて一部の地域で住民投票が行われ、かつてハノーファーと結びついていた地域の一部は、旧西ドイツのニーダーザクセン州に編入された。